# Onosma cappadocicum
Onosma cappadocicum är en strävbladig växtart som beskrevs av Walter Siehe och H. Riedl. Onosma cappadocicum ingår i släktet Onosma och familjen strävbladiga växter. Inga underarter finns listade i Catalogue of Life.